# 파이슨

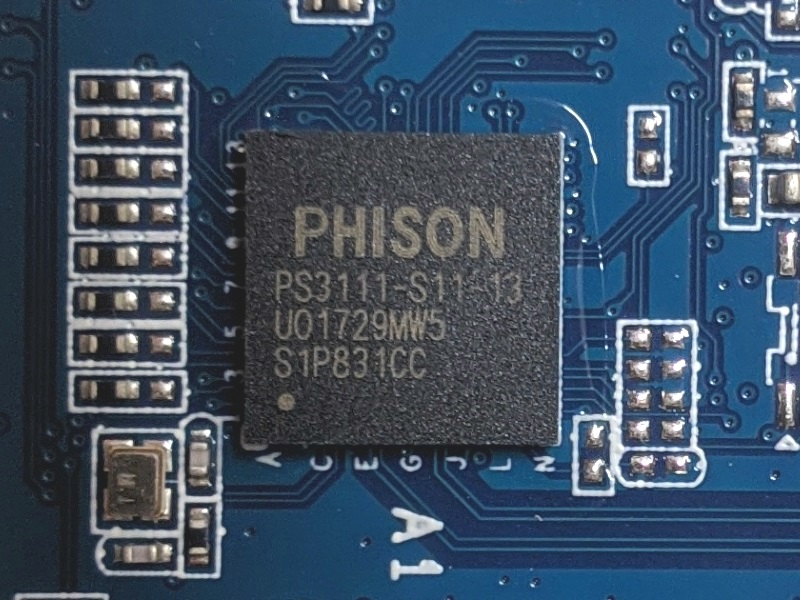
파이슨 SSD 컨트롤러

파이슨(Phison, 정식 명칭: Phison Electronics Corporation, 중국어: 群聯電子, 병음: Qúnlián Diànzē)은 주로 NAND 플래시 메모리 칩용 컨트롤러를 설계, 제조 및 판매하는 대만의 공공 전자 회사이다. 이는 USB 플래시 드라이브, 메모리 카드, SSD(솔리드 스테이트 드라이브)와 같은 플래시 기반 제품에 통합된다.
파이슨은 하드웨어 인터페이스를 NAND 플래시 칩으로 표준화하는 것을 목표로 하는 ONFI(Open NAND Flash Interface Working Group)의 회원이다.

## 같이 보기
- 대만의 기업 목록